# Большой Джон (фильм)
«Большой Джон» (англ. Big Bad John) — американский кинофильм 1990 года, представляющий собой экранизацию популярной кантри-песни Большой злой Джон (англ. Big Bad John). Режиссёр этого фильма — один из классиков жанра вестерн Берт Кеннеди. Главные роли в фильме исполняют Нед Битти, Джимми Дин и Даг Инглиш. Просматривать этот фильм можно детям от 13 лет совместно с родителями.

## Сюжет
Большой злой Джон — плохой парень, который работал на колорадской угольной шахте. За ним тянется убийство человека, он на плохом счету у полиции. Он уезжает в другое место с молодой девушкой Мэри. Некоторые считают что у них большая любовь, и они поженились, другие — что он её просто похитил.
Оскорблённый отец Чарли хочет разыскать и вернуть свою дочь Мэри. Он обращается к шерифу своего городка Клетусу Моргану. Тот отправляется на поиски Мэри и Большго злого Джона. Ему помогают старый, но меткий Джейк Колхаун и бойкая и весёлая собачка Камбала. Чтобы разыскать беглецов, они изъездили пол Америки.

## В ролях
- Нэд Битти — Чарли, отец
- Джимми Дин — Клетус Морган, шериф
- Джек Элам — Джейк Колхаун
- Даг Инглиш — Большой злой Джон Тайлер
- Бо Хопкинс — Лестер
- Дэнни Кэмин — Джек
- Роми Уиндстор — Мэри Митчел

## Факты
- Роль шерифа Клетуса Моргана сыграл сам исполнитель песни «Большой злой Джон» Джимми Дин.
- Роль Большого злого Джона исполняет бывший футболист Даг Инглиш.
- За кадром фильма звучит песня Большой злой Джон.